# Kānī Şeyd Morād
Kānī Şeyd Morād (persiska: كانی سّید مراد, Kānī Seyyed Morād, کانی صيد مراد) är en ort i Iran.   Den ligger i provinsen Kurdistan, i den nordvästra delen av landet, 400 km väster om huvudstaden Teheran. Kānī Şeyd Morād ligger 2 051 meter över havet och antalet invånare är 128.
Terrängen runt Kānī Şeyd Morād är kuperad.Runt Kānī Şeyd Morād är det ganska glesbefolkat, med 28 invånare per kvadratkilometer. Närmaste större samhälle är Hezār Kānīān, 8,8 km söder om Kānī Şeyd Morād. Trakten runt Kānī Şeyd Morād består i huvudsak av gräsmarker.